# Anzin-Saint-Aubin
Anzin-Saint-Aubin là một xã của tỉnh Pas-de-Calais, thuộc vùng Hauts-de-France, miền đông nước Pháp.

## Dân số
| 1962                                                | 1968 | 1975 | 1982 | 1990 | 1999 | 2006 |
| --------------------------------------------------- | ---- | ---- | ---- | ---- | ---- | ---- |
| 960                                                 | 1052 | 1278 | 1726 | 2543 | 2470 | 2655 |
| Số liệu điều tra từ năm 1962, dân số chỉ tính 1 lần |      |      |      |      |      |      |